# Таухе
Таухе (нім. Tauche) — громада в Німеччині, розташована в землі Бранденбург. Входить до складу району Одер-Шпрее.
Площа — 119,93 км2. Населення становить 3789 ос. (станом на 31 грудня 2020).

## Географія

### Адміністративний поділ
Громада включає 12 сільських населених пунктів:
- Брішт
- Фалькенберг
- Гізенсдорф
- Герсдорф
- Коссенблатт
- Лінденберг
- Міттвайде
- Ранциг
- Штреммен
- Таухе
- Требач
- Вердер/Шпрее

## Демографія
- Динаміка населення з 1875 року в сучасних кордонах (Синя лінія: населення; Пунктир: відносна порівняльна динаміка населення землі Бранденбург; Сірий фон: період Третього рейху; Помаранчевий фон: період НДР)
- Динаміка населення (синя лінія) і прогнози

| Рік  | Населення |
| ---- | --------- |
| 1875 | 4 235     |
| 1890 | 4 113     |
| 1910 | 4 211     |
| 1925 | 4 391     |
| 1939 | 4 576     |
| 1950 | 5 864     |
| 1964 | 4 801     |

| Рік  | Населення |
| ---- | --------- |
| 1971 | 4 930     |
| 1981 | 4 506     |
| 1985 | 4 517     |
| 1990 | 4 400     |
| 1995 | 4 378     |
| 2000 | 4 295     |
| 2005 | 4 043     |

| Рік  | Населення |
| ---- | --------- |
| 2010 | 3 881     |
| 2015 | 3 875     |
| 2016 | 3 872     |
| 2017 | 3 816     |
| 2018 | 3 820     |
| 2019 | 3 809     |
| 2020 | 3 789     |

Джерела даних вказані на Wikimedia Commons.

## Галерея

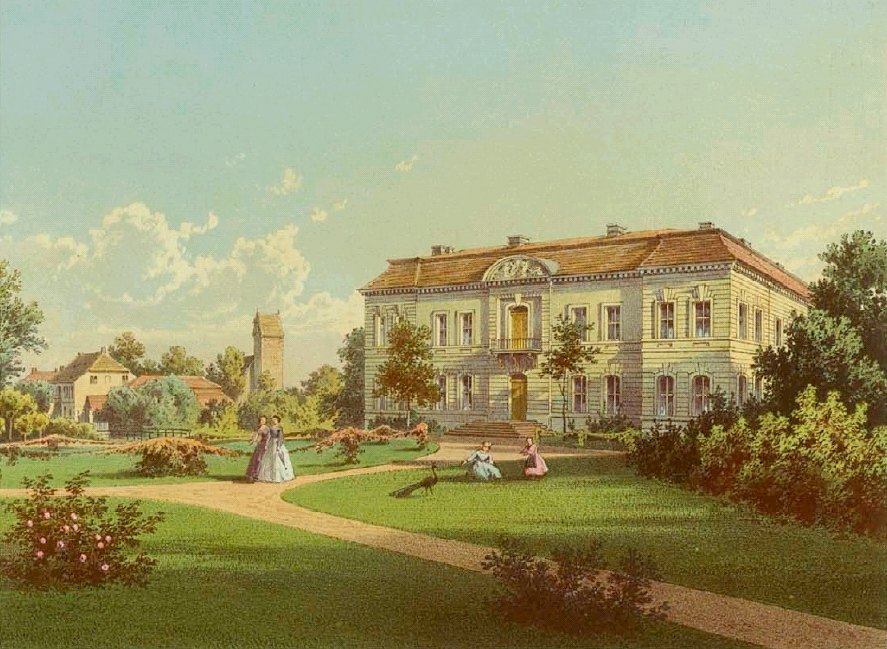
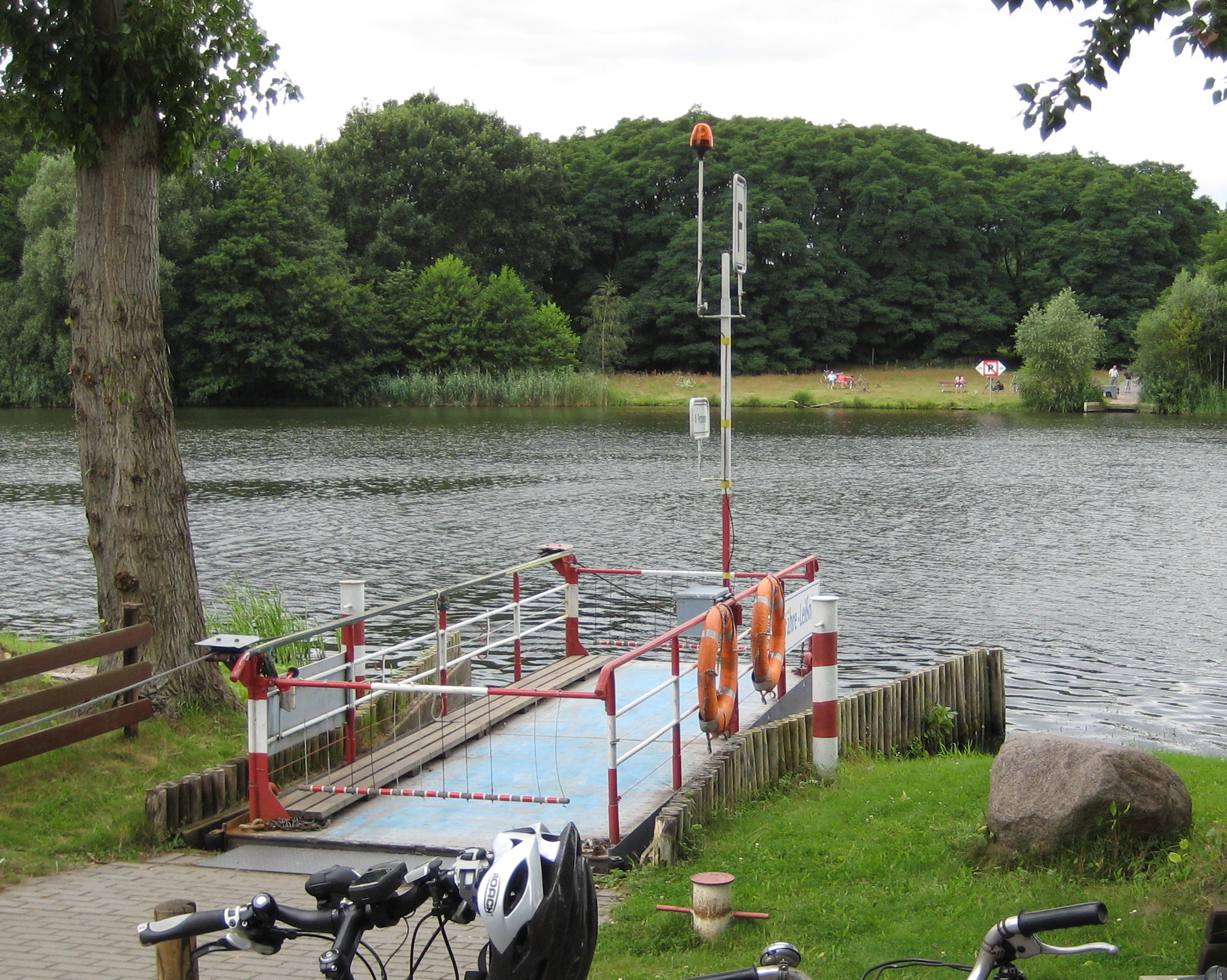